# Susanne Schweiger

Susanne Schweiger

Susanne Schweiger (* 11. April 1953 in Salzburg) ist eine österreichische Schauspielerin.

## Leben und Wirken
Nach dem Besuch der Schauspielschule „Mozarteum“ Salzburg und dem „Max Reinhardt Seminar“ in Wien hatte sie ab 1975 Engagements in Hamburg, Düsseldorf, Bonn, Frankfurt, Zürich, Berlin.
Seit 1989 arbeitet sie freiberuflich. Im Zweitberuf ist sie Zeichnerin und Malerin. Sie studierte an der Düsseldorfer Kunstakademie und der Wiener Kunstakademie und veranstaltete mehrere Ausstellungen in Italien.
Susanne Schweiger ist mit dem Komponisten Peter Fischer verheiratet und lebt in Italien, Salzburg und München.

## Preise
- Einzelpreis der Norddeutschen Theatertreffens
- Einzelpreis des Nordrheinwestfälischen Theatertreffens

## Theaterrollen (Auswahl)
- Ilse	(„Frühlingserwachen“)	Regie: K. Emmerich
- Annie	(„Abschiedssouper“) 	Regie: V. Hesse
- Alle Frauenrollen	(„Rot, Schwarz, Ignorant“)	Regie: Korff
- Gwendolin	(„Bunbury“)	Regie: Büchel
- Hanni	(„Blut“) 	Regie: Ruth Drexel
- Der Weibsteufel		Regie: Falàr
- Ophelia	(„Hamlet“)	Regie: Neuenfels
- Cupido	(„Orpheus in der Unterwelt“)	Regie: Zankl
- Lacremosa	(„Der Bauer als Millionär“)	Regie: Hollmann
- Kathi	(„Der Zerrissene“)	Regie: Reinbacher
- Jenny	(„Dreigroschenoper“)	Regie: Peter Fischer
- Therese-Giehse-Abend	mit Walter Schmidinger	Regie: Peter Fischer

## Filmrollen (Auswahl)
- „Sachen zum Lachen“	Regie: Otto Schenk
- „Pariser Geschichten“	Regie: Tom Toelle
- „Hab ich nur Deine Liebe“	Regie: Peter Kern
- „Das Messer im Rücken“	Regie: Ottokar Runze
- „Der tolle Tag“	Regie: Gobert
- „Die Seehundskomödie“	Regie: K. Hoffmann
- „Wie die Nachtigallen wollten sie singen“	Regie: Peter Fischer
- „Schöne Stellen“	Regie: Peter Fischer